# Корну (Алба)
Корну (рум. Cornu) насеље је у Румунији у округу Алба у општини Бучердеа-Граноаса. Општина се налази на надморској висини од 359 m.

## Становништво
Према подацима из 2002. године у насељу је живело 21 становника.

### Попис2002.
| Расподела становништва по националности 2002.‍ | Расподела становништва по националности 2002.‍ | Расподела становништва по националности 2002.‍ | Расподела становништва по националности 2002.‍ | Расподела становништва по националности 2002.‍ |
| --------------------------------------------- | --------------------------------------------- | --------------------------------------------- | --------------------------------------------- | --------------------------------------------- |
|                                               |                                               |                                               |                                               |                                               |
| Румуни                                        | Румуни                                        |                                               | 16                                            | 76,2%                                         |
| Мађари                                        | Мађари                                        |                                               | 5                                             | 23,8%                                         |